# Zeved habat

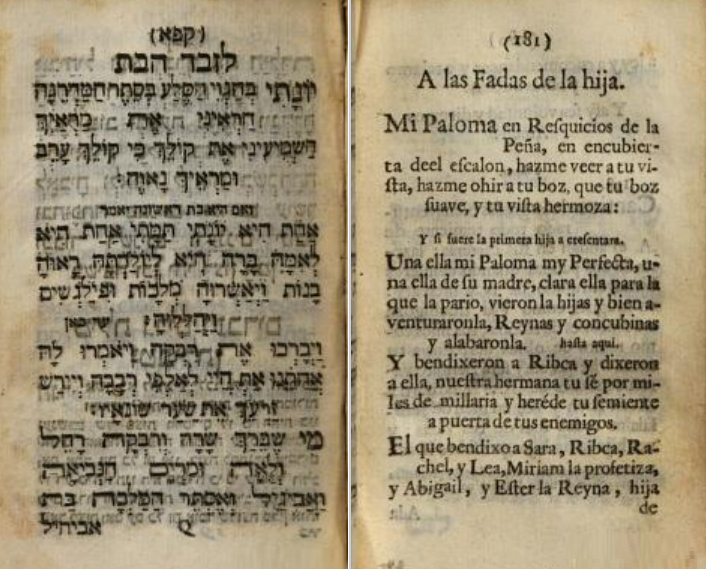
Copia de una ceremonia de Zeved Habat de un antiguo libro judío impreso en la década de 1600. Fuente: Abuhav, Yitzchak (1687). "L'Zeved Habat". Meah Brachot. Ámsterdam. p. 181-182.

Zeved habat (Hebreo: זבד הבּת ) o Simjat bat es la ceremonia en la cual las comunidades judías otorgan el nombre a las niñas recién nacidas, siendo en ese sentido paralela al ritual de Brit Milá para los niños, pero sin la circuncisión. En la ceremonia del Zeved habat, generalmente el padre de la niña se presenta en la sinagoga el primer Shabat después del nacimiento, luego el rabino bendice a los padres de la niña que recibe su nombre hebreo, pero existe flexibilidad y muchos llevan a cabo ceremonias privadas en cualquier día del primer mes después del nacimiento.